# Athinaïkós (handball)
Maillots
La section handball de l' Athinaïkós est un club de handball grec, basé à Athènes.

## Palmarès
Compétitions nationales
- Championnat de Grèce (1): 2004/2005